# Успенське 1-е
Успенське 1-е (рос. Успенское 1-е) — присілок в Арзамаському районі Нижньогородської області Російської Федерації.
Населення становить 202 особи. Входить до складу муніципального утворення Кириловська сільрада.

## Історія
Від 2009 року входить до складу муніципального утворення Кириловська сільрада.

## Населення
| 1999 | 2002 | 2010 |
| ---- | ---- | ---- |
| 264  | ↘218 | ↘202 |